# 磯天狗
磯天狗（いそてんぐ）は、愛知県佐久島、和歌山県新宮市、三重県北牟婁郡・尾鷲市須賀利町に伝わる海の妖怪。
民俗学者・日野巌による『日本妖怪変化語彙』によれば、天狗という名前に反して天狗の類ではなく、河童の一種とあり、怪火を出すものとされる。和歌山、三重では、磯辺で火を灯しているともいう。

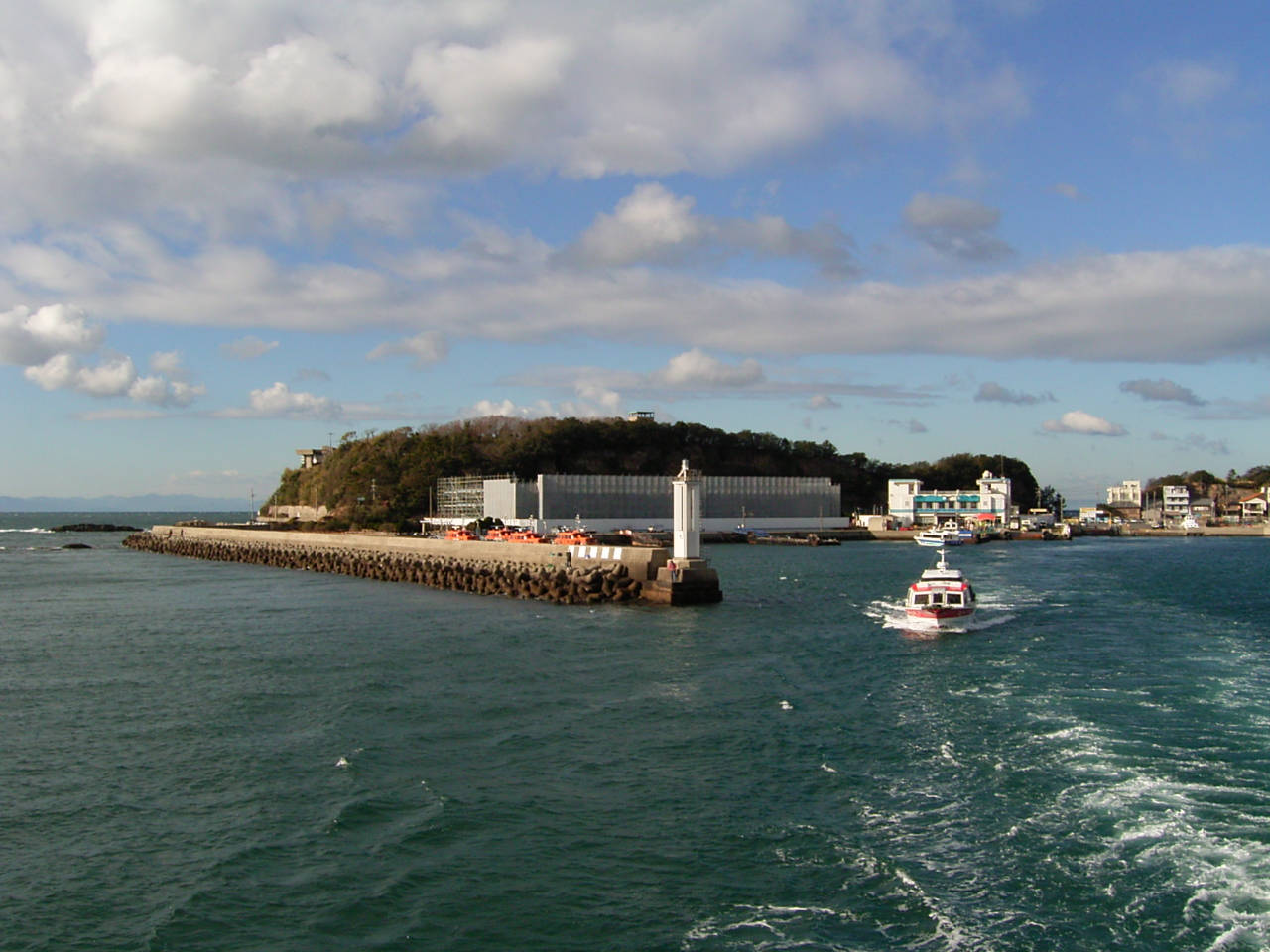
磯天狗の伝わる愛知県知多郡南知多町の海

愛知県知多郡南知多町では、ある漁師が雨の夜に海に出たところ、大量の魚が採れたが、どこからか火の玉が飛来し、草鞋を頭に乗せて念仏を唱えたところ火の玉が消え、気づいたときには採った魚が無くなっていたという。
愛知県半田市の民話によれば昔、尾張国（現・同県）のある村で、海上に小さな白煙が回転しながら現れて次第に大きさを増し、竜巻のような凄まじい風と共に山へ飛来し、また飛び去ってゆくものが磯天狗の仕業と呼ばれたという。ある乱暴者が磯天狗を退治すると言い張り、磯天狗が飛来したという山へ登ったところ、噂通りの竜巻のような白煙が飛来し、あっという間にその中に飲み込まれ、はるか遠くの海まで放り出されてしまったという。